# Базаев, Ярослав Андреевич
Яросла́в Андре́евич База́ев (укр. Ярослав Андрійович Базаєв; род. 22 июня 2004, Савинцы, Харьковская область) — украинский футболист, полузащитник клуба «Александрия».

## Биография
Родился в поселке Савинцы Харьковской области. Футбольную карьеру начал в харьковском «Динамо», выступавшем в областном чемпионате. С 2016 по 2021 год выступал за Олимпийский профессиональный колледж имени Ивана Поддубного в ДЮФЛУ.
В середине июля 2021 года перешёл в «Александрию», где сначала выступал за юношескую команду. В конце сентября 2021 года впервые попал в заявку первой команды на победный (3:1) выездной матч первого раунда кубка Украины против симферопольской «Таврии». Ярослав просидел весь матч на скамейке запасных. Впервые в заявку первой команды на Премьер-лигу Украины попал 30 июля 2023 года на победный (1:0) домашний поединок 1-го тура против криворожского «Кривбасса». Базаев просидел все 90 минут на скамейке запасных. Во взрослом футболе дебютировал 6 ноября 2023 года в проигранном (0:1) выездном поединке 13-го тура против днепровского «Днепра-1». Базаев вышел на поле на 84-й минуте вместо Артёма Шулянского. В начале декабря 2023 года подписал новый контракт с «Александрией», рассчитанный до 31 мая 2027 года.